# 滝上バイナリー発電所
滝上バイナリー発電所（たきがみばいなりーはつでんしょ）は、大分県玖珠郡九重町にある出光大分地熱株式会社が管理運営する地熱発電所。

## 解説
1996年以来操業を続けている滝上発電所の生産1号基地において2017年より運転を開始した地熱発電所である。定格出力は5,050キロワット（kW）で、発電方式は名称にあるとおりバイナリー方式を採用している。運転開始時点では日本最大規模の地熱バイナリー発電所であった。
この発電所では、バイナリー発電の熱源として滝上発電所から未利用の状態で地下に戻されていた熱水を利用しており、滝上地熱系の熱効率を15％高めることに成功した。設備の導入に当たっては、130℃の熱水からさらに熱を回収することによるシリカスケールの発生と、還元熱水回帰による地熱貯留層冷却による問題が発生しないことが検討された。これらの活動が評価され、出光大分地熱は新エネルギー財団が選ぶ平成29年度新エネ大賞の経済産業大臣賞を受賞している。
発電所を運営する出光大分地熱は出光興産の100％子会社であり、滝上発電所への発電用蒸気供給事業を担う会社である。
発電した電力は固定価格買い取り制度を活用して、同じく出光興産の100％子会社である出光グリーンパワーとプレミアムグリーンパワーに売却されている。